# Перт (Нью-Йорк)
Перт (англ. Perth) — місто (англ. town) в США, в окрузі Фултон штату Нью-Йорк. Населення — 3584 особи (2020).

## Демографія
Згідно з переписом 2010 року, у місті мешкало 3646 осіб у 1461 домогосподарстві у складі 1015 родин. Було 1529 помешкань
Расовий склад населення:
| - 96,1 % — білих - 1,7 % — чорних або афроамериканців - 0,4 % — азіатів - 0,1 % — корінних американців |

До двох чи більше рас належало 1,5 %. Частка іспаномовних становила 1,9 % від усіх жителів.
За віковим діапазоном населення розподілялося таким чином: 23,7 % — особи молодші 18 років, 59,9 % — особи у віці 18—64 років, 16,4 % — особи у віці 65 років та старші. Медіана віку мешканця становила 43,2 року. На 100 осіб жіночої статі у місті припадало 98,3 чоловіків;  на 100 жінок у віці від 18 років та старших — 97,6 чоловіків також старших 18 років.
Середній дохід на одне домашнє господарство  становив 77 173 долари США (медіана — 59 313), а середній дохід на одну сім'ю — 86 368 доларів (медіана — 77 237). Медіана доходів становила 61 852 долари для чоловіків та 34 250 доларів для жінок. За межею бідності перебувало 6,9 % осіб, у тому числі 7,2 % дітей у віці до 18 років та 9,5 % осіб у віці 65 років та старших.
Цивільне працевлаштоване населення становило 1635 осіб. Основні галузі зайнятості: освіта, охорона здоров'я та соціальна допомога — 22,9 %, роздрібна торгівля — 20,8 %, виробництво — 17,2 %.